# Maravalia mimusops
Maravalia mimusops är en svampart som först beskrevs av Mordecai Cubitt Cooke, och fick sitt nu gällande namn av Y. Ono 1984. Maravalia mimusops ingår i släktet Maravalia och familjen Chaconiaceae.   Inga underarter finns listade i Catalogue of Life.